# 少年航空兵

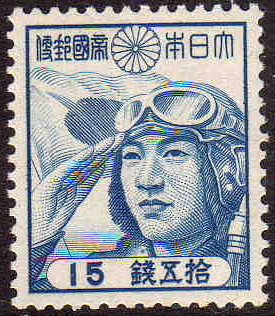
少年航空兵を描く普通切手（1942年発行）

少年航空兵（しょうねんこうくうへい）とは、日本軍において陸軍と海軍の航空兵のうち、徴兵にはよらず志願を俟って採用された二十歳未満の生徒のこと。各種軍学校で航空関連教育を受けた生徒は卒業後、下士官に任官した。
陸軍の陸軍少年飛行兵（少飛）と海軍の海軍飛行予科練習生（予科練）があった。

## 概要
航空勤務はその性質上きわめて複雑緻密なものであるから、鋭敏な頭脳と新鮮な神経とを有する少年期から修練すべきであるという理由で、1920年代にイギリス空軍において初めて少年技術兵制度が創設され、優秀な航空兵が得られたという先例にならって、各国に同様の制度が行なわれ日本においてもまた採用された。
文部省では適性者を早期に選別するため学校教練として、1938年から男子中等学校での滑空部の設立と滑空訓練を推奨、訓練で適性が認められた者は少年航空兵へ推薦された。1941年には太平洋戦争開始による需要に応えるため正課として格上げされた。練習機として文部省式1型が使用された。
陸海軍共に、航空部隊の空中勤務者（操縦者、航空機関士、通信士他）と地上勤務者（整備兵、通信兵他）たる下士官の中核を為し、第二次世界大戦終戦までに総勢数万の若人が巣立ち、日中戦争（支那事変）、ノモンハン事件、太平洋戦争（大東亜戦争）の各最前線に幅広く従軍し、大戦末期には特攻隊の隊員として散っていった者も少なくなかった。

## 陸軍
1921年（大正10年）から計画、1933年（昭和8年）度より採用され、応募者資格は、操縦生徒は満17歳以上19歳未満、技術生徒は満15歳以上満18歳未満であった。いずれも高倍率のなか試験を通し所要人員が採られ、採用後は日本各地の航空関連学校で一般教育を受け、その後修業1年の操縦者と、2年の技術者とに分かれ、いずれも卒業後は陸軍伍長に任官し飛行戦隊始め各飛行部隊に配属された。
陸軍では他にも同じく専門的兵種の軍人を養成する陸軍少年航空通信兵・陸軍少年戦車兵・陸軍少年通信兵などが存在した。また少年飛行兵始め、上述の各陸軍生徒の制服は一般の下士官兵などとは異なり、陸軍幼年学校の生徒服に範を取った独自の制服が制式され、陸軍生徒と言えど近代国軍の要でもあり花形でもある航空要員の卵として、質や体裁の良い物が大戦後期でさえ支給されていた。少年飛行兵の場合はパイピングや襟章に淡紺青色が使われていた。

## 海軍
1930年（昭和5年）度に初めて採用され、1932年（昭和7年）に第1回卒業生が出た。応募者資格は、満15歳以上17歳未満で、試験を通し所要人員が採られた。
当初の制服は海軍水兵と同じセーラー服を採用したが不評だったため、1942年11月からは軍楽兵に範を取った濃紺の詰襟制服に変更した。

## 現代
第二次大戦開戦後は各国で操縦士の早期育成が必要になったため、必要最小限の教育のみを施した下士官を操縦士とする教育制度が創設された。終戦に伴い需要が落ち着いたことに加え任務が高度化したことから、現代では士官学校で正規教育を受けた士官が操縦士となるのが主流である。
自衛隊では敗戦に伴う年齢の偏りを是正するため海空で航空学生制度を創設し、操縦士の主な供給源となっている。陸自では旧陸軍の下士官操縦学生に類似した陸曹航空操縦学生制度により軍曹クラスの操縦士が主流である。

## 少年航空兵を描いた作品
- 少年航空兵 - 原作・脚色　伏見晁、監督　佐々木康、1936年（昭和11年）制作の松竹映画。少年航空兵を目指す二人の少年の物語。航空学校での訓練や生活の描写がある。笠智衆が教官役で出演。
- 燃ゆる大空 - 1940年（昭和15年）公開の東宝映画。陸軍少年飛行兵出身の戦闘機操縦者と教官であった中隊長の活躍を描いた、皇紀2600年記念の日本初の航空映画。航空学校での訓練や生活の描写がある。
- 空の少年兵 -1940年公開の大映映画。ドキュメンタリー映画。
- ハワイ・マレー沖海戦 -1942年（昭和17年）公開の東宝映画。海軍飛行予科練習生を目指す少年を中心に真珠湾攻撃、マレー沖海戦までを描写した映画。前半に土浦海軍航空隊での訓練風景が展開される。
- 決戦の大空へ 1943年公開の戦意高揚映画。海軍飛行予科練習生を目指す少年の訓練が描かれる。